# Le Fer à cheval cassé
Pour plus de détails, voir Fiche technique et Distribution.
Le Fer à cheval cassé (Сломанная подкова) est un film d'aventures soviétique réalisé par Semion Aranovitch et sorti en 1973. 
Il s'agit d'une adaptation du roman Un drame en Livonie de Jules Verne, paru en 1904.

## Synopsis
Le film se déroule en Livonie, qui faisait partie de l'Empire russe à l'époque où le roman a été écrit.
Jules Ardant, photographe et aéronaute français, voyageant en montgolfière, se retrouve accidentellement à Revel, où il rencontre le docteur Peterson et sa fille Leida.
Le fiancé de Leida, Vassili Yakovlev, condamné pour raisons politiques et ayant échappé aux travaux forcés, est traqué par les gendarmes. Le fils d'un banquier est assassiné à l'auberge du Fer à cheval cassé et les soupçons se portent sur Peterson. Jules Ardant se charge de l'enquête sur ce crime.

## Fiche technique
- Titre français : Le Fer à cheval cassé[1]
- Titre original : Сломанная подкова[2]
- Réalisation : Semion Aranovitch
- Scénario : Pavel Finn (ru), Vladimir Vaïnchtok
- Photographie : Dmitri Dolinine (ru), Evgueni Chapiro (ru)
- Musique : Romuald Grinblat (ru)
- Société de production : Lenfilm
- Pays de production :  Union soviétique
- Langue originale : russe
- Format : couleurs
- Genre : Aventures, policier
- Durée : 78 minutes
- Dates de sortie :
  - Union soviétique : 31 décembre 1973 (Moscou)

## Distribution
- Sergueï Iourski : Jules Ardant
- Marina Neïolova : Leïda Peterson
- Vladimir Razoumovski : Vassili Iakovlev
- Vytautas Paukštė (lt) : docteur Peterson
- Bronius Babkauskas (et) : banquier Schmidt
- Iaan Tooming : Karl Schmidt
- Ants Èskola (ru) : l'enquêteur Miagui
- Stanislav Sokolov : le capitaine
- Valentīns Skulme (lt) : le voiturier Trankel
- Lembit Eelmäe : l'aubergiste Grimm